# Saint-Jean-de-Minervois
Saint-Jean-de-Minervois là một xã thuộc tỉnh Hérault trong vùng Occitanie phía nam nước Pháp.